# Лилейник лимонно-жёлтый
Лиле́йник, или красодне́в лимонно-жёлтый (лат. Hemerocállis citrina) — красивоцветущее многолетнее травянистое растение; вид рода Лилейник семейства Лилейниковые (Hemerocallidaceae).
Китайское название: 黄花菜 (huang hua cai).

## Ботаническое описание
Высота растений до 1 метра.
Корни довольно мясистые.
Листья многочисленные, линейные, 50—130×0,5—2,5 см. Листовое влагалище с красноватым краем.
Цветонос обычно немного длиннее листьев. Соцветие разветвленное, 2—5—цветковое, прилистники ланцетные, 3—7 см ×3—6 мм. Цветоножка менее 1 см.
Цветки крупные, ароматные, открытие во второй половине дня или вечером от 12 до 24 часов, бутон на вершине пурпурно—чёрный.
Околоцветник лимонного цвета. Тычиночные нити 7—8 см, пыльники жёлтые, 8-10 мм.
Цветёт в мае — августе.
Кариотип: 2n = 22.
Плод — коробочка.

## Распространение и экология
Китай (Аньхой, Хэбэй, Хэнань, Хубэй, Хунань, Цзянсу, Цзянси, Внутренняя Монголия, Шэньси, Шаньдун, Сычуань, Чжэцзян), Корея и Япония.
По лесным опушкам, вдоль речных долин, на луговых склонах, от уровня моря до 2000 метров над уровнем моря.

## Значение и применение
Выращивается как декоративное и пищевое растение.
В Китае цветочные почки употребляются в пищу (особенно в провинции Хунань). Почки используются в свежем или сушёном виде для приготовления супов, а также в качестве гарнира к свинине, птице и рыбе.
Зоны морозостойкости (USDA-зоны): от 3a (−37.2 °C… −40 °C) до 9b (−1.1 °C… −3.9 °C).